# Edoardo Rixi
Edoardo Rixi (AFI /ˈriksi/; in ligure [ˈriːʒi]) (Genova, 8 giugno 1974) è un politico italiano, dal 2 novembre 2022 viceministro delle infrastrutture e dei trasporti nel governo Meloni, incarico già ricoperto nel governo Conte I.

## Biografia
Dopo il conseguimento della maturità classica al liceo Mazzini di Genova supera le prove per l'accesso all'Accademia Militare di Modena dalla quale si congeda prima del giuramento.
Nel 1994-1995 frequenta l'Economics and Business Administration Programme alla Mercuria Business School- Vantaa Polytechnic/ Università di Helsinki.
Nel 2000 si laurea in economia presso l'Università di Genova  con la tesi: Dalla crisi degli anni '90 alla moneta unica. Dal 1997 al 2001 lavora per varie aziende di moda collegate a Roberta di Camerino Brand Diffusion e diventa direttore commerciale e responsabile delle licenze estere di Lineaitalia srl. Collabora dal 2001 al 2005 con il DISEFIN dell'Università degli studi di Genova come cultore della materia in storia delle dottrine economiche. Dal 2005 al 2010 collabora con il Consiglio Regionale della Lombardia come funzionario del gruppo consiliare presso la commissione bilancio. Nel 2014 frequenta il Master of Public Administration (SDA Bocconi)
Appassionato di montagna, ha partecipato a numerose spedizioni del CAI e del CAAI in Himalaya, Ande e Kenya. È istruttore della scuola di alpinismo Bartolomeo Figari del CAI Sezione Ligure.

## Attività politica

### Gli inizi nella Lega
Alle elezioni amministrative del 2002 si candida al consiglio comunale di Genova, nelle liste della Lega Nord a sostegno del candidato sindaco leghista Sergio Castellaneta, venendo eletto consigliere comunale e ricoprendone il ruolo di capogruppo della Lega fino al 2007.
Alle elezioni regionali in Liguria del 2005 si è candidato al consiglio regionale della Liguria, tra le liste della Lega Nord nel collegio di Genova, nella mozione del presidente uscente Sandro Biasotti, ma ottiene 1.145 preferenze e non risulta eletto.
Alle elezioni politiche del 2006 viene candidato alla Camera dei deputati, tra le liste della Lega Nord nella circoscrizione Liguria, ma non è eletto.
Alle elezioni amministrative del 2007 si è candidato al consiglio provinciale di Genova, tra le liste della Lega nel collegio Genova-Voltri a sostegno della candidata del centro-destra Renata Oliveri, dove ottiene il 6,06% delle preferenze ma non viene eletto.
Alle elezioni politiche del 2008 si ricandida alla Camera, per le liste della Lega Nord nella circoscrizione Liguria in quarta posizione, ma risulta il primo dei non eletti. Viene tuttavia proclamato deputato della XVI legislatura della Repubblica a febbraio 2010, in sostituzione del deceduto Maurizio Balocchi.

### Consigliere regionale della Liguria
Poche settimane alle elezioni regionali in Liguria del 2010 è eletto consigliere regionale per la Lega con 2.621 preferenze nel collegio. Pertanto, l'8 giugno successivo si dimette da deputato, venendo sostituito dal collega di partito Gian Carlo Di Vizia.
In consiglio regionale è nominato capogruppo della Lega e fonda l'associazione Gruppo Amici della Montagna, alla quale aderiscono consiglieri di diverso orientamento politico, assumendone la presidenza.
Alle elezioni amministrative del 2012 viene candidato a sindaco di Genova, sostenuto dalla Lega e dalla lista civica La Nostra Genova, ma al primo turno raccoglie il 4,7% dei voti, arrivando quinto e non accedendo al ballottaggio, ma viene comunque eletto consigliere comunale in quanto candidato sindaco non eletto.
Il 28 novembre 2014 Matteo Salvini, segretario federale della Lega Nord, nomina Rixi come vicesegretario federale della Lega Nord, insieme a Riccardo Molinari, e mantenendo l'incarico fino al 26 febbraio 2016, quando vengono succeduti da Giancarlo Giorgetti e Lorenzo Fontana.

### Assessore della Regione Liguria
In vista delle elezioni regionali in Liguria del 2015 viene annunciata la sua candidatura alla presidenza della Regione per la coalizione di centro-destra. Tuttavia il 1º aprile, dopo l'accordo tra Forza Italia e Lega Nord, ritira la candidatura, venendo sostituito come candidato dall'europarlamentare di Forza Italia Giovanni Toti. Si candida al consiglio regionale per la provincia di Genova ed è eletto con 11347 preferenze. L'8 luglio viene nominato Assessore regionale allo Sviluppo economico e Imprenditoria (Sviluppo economico, Industria, Commercio, Artigianato, Ricerca e Innovazione tecnologica, Energia, Porti e Logistica).

### Ritorno alla Camera e Viceministro delle infrastrutture

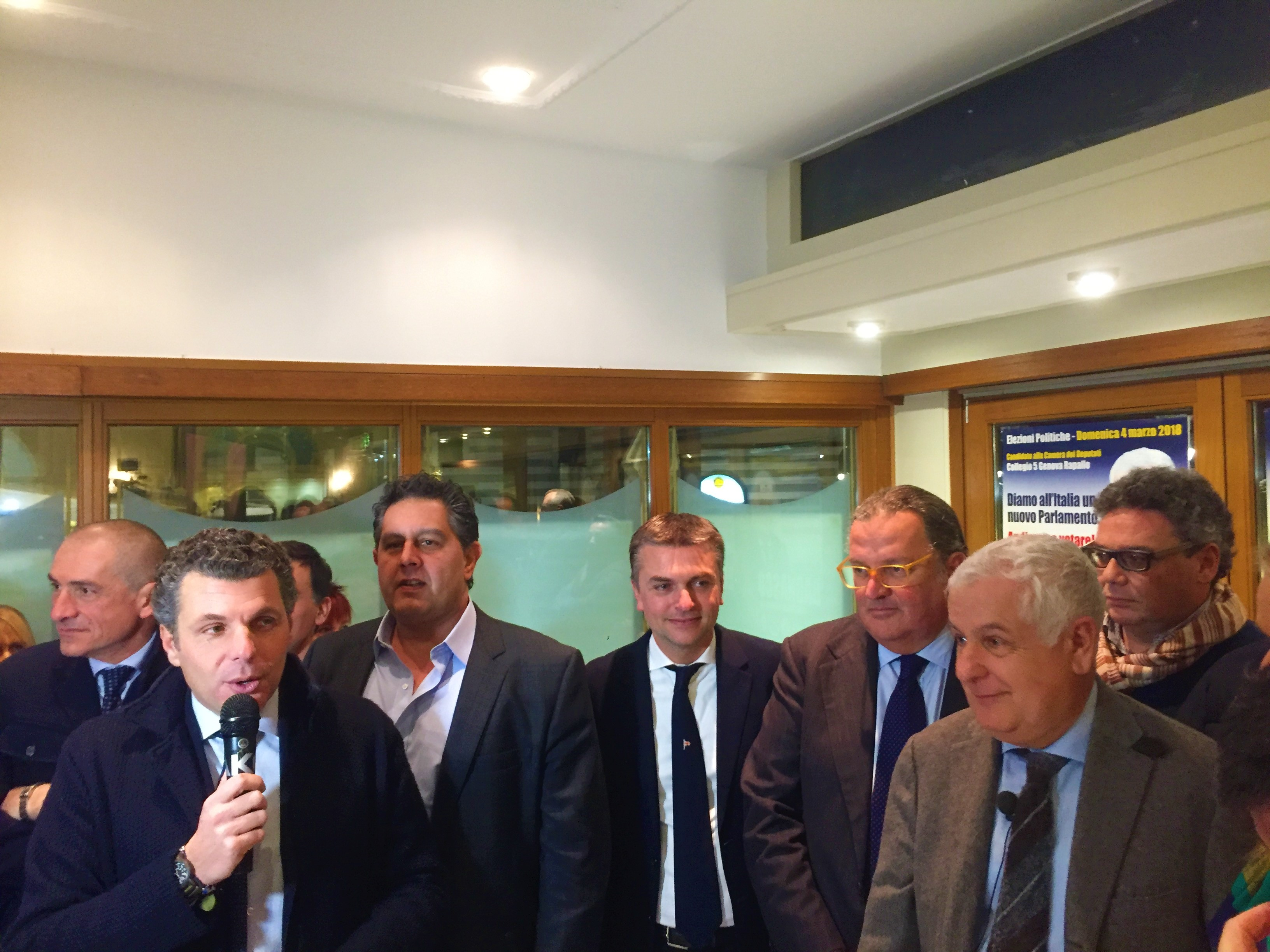
Rixi con Andrea Costa, Giovanni Toti, Carlo e Roberto Bagnasco e Roberto Cassinelli durante un comizio per le elezioni politiche del 2018.

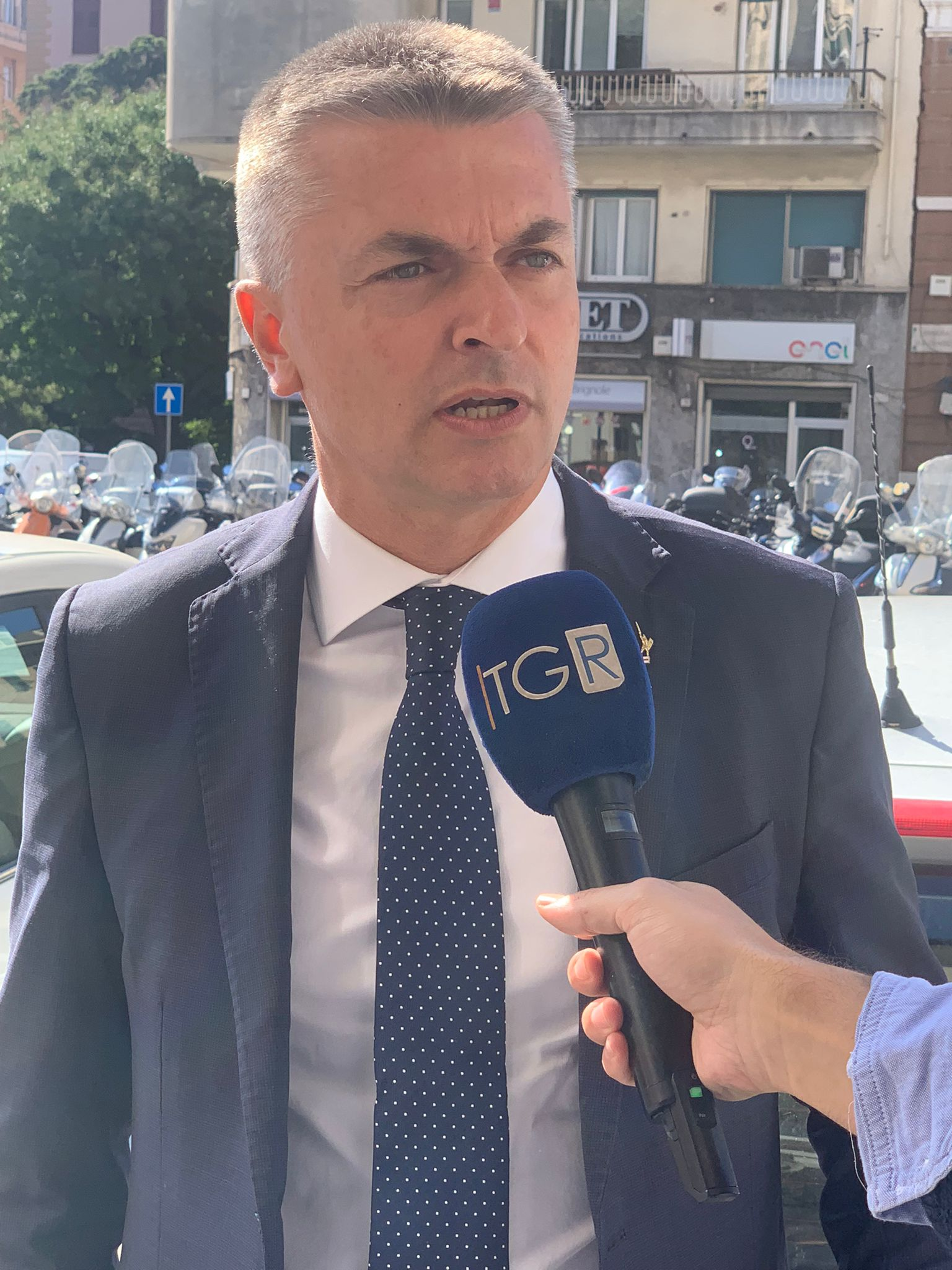
Edoardo Rixi nel 2022

Alle elezioni politiche del 2018 viene candidato alla Camera per la Lega, sia nel collegio uninominale Liguria - 04 (Genova-San Fruttuoso), sostenuto dalla coalizione di centro-destra, che nel collegio plurinominale Liguria - 02 come capolista, venendo eletto nel plurinominale, mentre nell'uninominale ottiene il 29,99% dei voti e viene sconfitto dal candidato del Movimento 5 Stelle Marco Rizzone (32,82%).
Per effetto dell'elezione alla Camera, il 20 aprile si dimette da assessore regionale e il 13 giugno è nominato sottosegretario al Ministero delle Infrastrutture e dei Trasporti del Governo Conte I (coalizione Lega-M5S). Il successivo 13 settembre è nominato viceministro delle Infrastrutture e dei Trasporti.
Si dimette il 30 maggio 2019 in seguito alla condanna per le «spese pazze» in Liguria e Salvini lo nomina subito responsabile nazionale Trasporti e Infrastrutture della Lega.
Alle elezioni politiche anticipate del 2022 Rixi viene ricandidato alla Camera nel collegio uninominale Liguria - 01 (Savona), sostenuto dalla coalizione di centro-destra in quota leghista, venendo rieletto con il 50,16% dei voti (di cui 3369 diretti a lui), doppiando i candidati del centro-sinistra Marina Lombardi (25,04%) e del Movimento 5 Stelle Giovanni Spalla (10,67%).
Con la vittoria del centro-destra alle politiche del 2022 e la seguente nascita del governo presieduto da Giorgia Meloni, il 31 ottobre 2022 viene indicato dal Consiglio dei ministri come viceministro delle infrastrutture e dei trasporti nel governo Meloni, tornando a ricoprire la carica dal 2 novembre e affiancando questa volta come ministro Matteo Salvini.
Il 23 settembre 2023 viene confermato per acclamazione segretario della Lega in Liguria.
Alle elezioni regionali in Liguria del 2024 si candida come capolista della Lega, nel collegio di Genova a sostegno di Marco Bucci, ma con 2.564 preferenze si piazza secondo non risultando eletto.

## Vicende giudiziarie
Nell'aprile 2015 viene indagato dalla procura di Genova, insieme ad altri consiglieri ed assessori regionali, con l'accusa di peculato e falso nell'ambito dell'indagine sulle «Spese pazze» in Regione Liguria tra il 2010 e il 2012. Ad inizio febbraio 2016 viene rinviato a giudizio.
Il 30 maggio 2019 il Tribunale di Genova lo condanna a tre anni e cinque mesi di reclusione e l'interdizione perpetua dai pubblici uffici e gli vengono confiscati 56807 euro; lo stesso giorno si dimette da viceministro delle infrastrutture e dei trasporti.
Il 18 marzo 2021 viene assolto in appello perché il «fatto non sussiste», mentre il 15 marzo 2022 viene assolto in via definitiva.

### Annotazioni
1. ↑  Nella lingua ligure, il grafema ‹x› corrisponde alla consonante fricativa postalveolare sonora [ʒ], ossia la cosiddetta «g francese».

### Fonti
1. ↑  Fino al 4 dicembre 2024
2. ↑  Variazione nella composizione della Camera dei Deputati Camera.it
3. ↑   Lega Nord, Rixi non è più il vice di Salvini, su la Repubblica, 27 febbraio 2016. URL consultato il 23 agosto 2022.
4. ↑   Regionali 2015, la svolta: Toti candidato, Rixi fa un passo indietro - IVG.it, in IVG.it - Le notizie dalla provincia di Savona, 1º aprile 2015. URL consultato l'8 marzo 2018.
5. ↑   Regione Liguria, Toti nomina la giunta: ci sono anche Ilaria Cavo e Scajola jr - Il Fatto Quotidiano, in Il Fatto Quotidiano, 8 luglio 2015. URL consultato l'8 marzo 2018.
6. ↑   Liguria, tutti gli eletti: 12 al centrodestra, 8 Movimento Cinque Stelle, 3 al Pd, 1 Leu, in Repubblica.it, 6 marzo 2018. URL consultato il 5 aprile 2018.
7. ↑   Edoardo Rixi dà dimissioni, Andrea Benveduti nuovo assessore Sviluppo Economico, in GenovaToday, 20 aprile 2018.
8. ↑   Governo Conte, Edoardo Rixi sottosegretario, in Repubblica.it, 12 giugno 2018. URL consultato il 19 giugno 2018.
9. ↑   Governo: Galli, Rixi e Fioramonti nominati viceministri - Tgcom24, in Tgcom24. URL consultato il 23 settembre 2018.
10. ↑   Rixi condannato si dimette, Salvini lo nomina responsabile nazionale Trasporti. URL consultato il 7 giugno 2019.
11. ↑   Politiche 2022, le liste ufficiali: ecco i candidati che puntano a farsi eleggere in Liguria - Genova 24, su Genova24.it, 22 agosto 2022. URL consultato il 22 agosto 2022.
12. ↑   ELEZIONI CAMERA 2022 RISULTATI ITALIA, in la Repubblica, 26 settembre 2022.
13. ↑   Governo Meloni, nominati viceministri e sottosegretari: dopo lo stop a Mangialavori Berlusconi piazza i suoi a Mise, Editoria e Giustizia, su Il Fatto Quotidiano, 31 ottobre 2022. URL consultato il 24 giugno 2023.
14. ↑   Lega, Rixi eletto segretario ligure per acclamazione, su amp.genovatoday.it. URL consultato il 24 settembre 2023.
15. ↑   TELENORD, Regionali, Rixi: "Mi candido per affiancare Bucci e perché la Liguria non torni indietro", su Telenord, 20 settembre 2024. URL consultato il 20 settembre 2024.
16. ↑   Eligendo, su elezioni.interno.gov.it. URL consultato il 29 ottobre 2024.
17. ↑  Spese pazze in Regione Liguria, indagati in 27 tra consiglieri e assessori La Repubblica
18. ↑  Spese pazze in Liguria: a processo Rixi, vice di Salvini Archiviato il 30 novembre 2016 in Internet Archive. Il Secolo XIX
19. ↑   Spese pazze in Liguria, Edoardo Rixi condannato a tre anni e cinque mesi. Salvini: "Accetto le sue dimissioni", su Repubblica.it, 30 maggio 2019. URL consultato il 30 maggio 2019.
20. ↑   Edoardo Rixi, condannato e dimesso, su Il Post, 30 maggio 2019. URL consultato il 25 giugno 2023.
21. ↑   Spese pazze: assolti ex viceministro Rixi e tutti gli altri - Liguria, su Agenzia ANSA, 18 marzo 2021. URL consultato il 18 marzo 2021.
22. ↑  La Cassazione rigetta l'appello della procura: definitiva l'assoluzione di 19 consiglieri regionali per spese pazze, c'è anche Rixi - la Repubblica